# Liga Femenina de Costa Rica 2021
La temporada 2021 de la Primera División Femenina de Costa Rica es la 21.ª edición de la Primera División de fútbol, denominada Liga Promerica por motivos de patrocinio. El torneo lo organiza la Unión Femenina de Fútbol de Costa Rica (UNIFFUT). Alajuelense se proclama campeón nacional del Apertura 2021 y del Clausura 2021, consiguiendo el primer campeonato invicto de la historia del futbol femenino.

## Sistema de competición
El torneo de la Primera División Femenina, está conformado en dos partes:
- Fase de clasificación: Se integra por las 14 jornadas del torneo.
- Fase final: Se integra por los partidos de semifinal y final.

### Fase de clasificación
En la fase de clasificación se observa el sistema de puntos. La ubicación en la tabla general, está sujeta a las siguientes condiciones:
- Por juego ganado se obtendrán tres puntos.
- Por juego empatado se obtendrá un punto.
- Por juego perdido no se otorgan puntos.

En esta fase participan los 8 clubes de la Primera División Femenina jugando en cada torneo todos contra todos durante las 14 jornadas respectivas, a visita recíproca.
El orden de los clubes al final de la fase de clasificación del torneo corresponderá a la suma de los puntos obtenidos por cada uno de ellos y se presentará en forma descendente. Si al finalizar las 14 jornadas del torneo, dos o más clubes estuviesen empatados en puntos, su posición en la tabla general será determinada atendiendo a los siguientes criterios de desempate:
1. Mayor diferencia positiva general de goles. Este resultado se obtiene mediante la sumatoria de los goles anotados a todos los rivales, en cada campeonato menos los goles recibidos de estos.
2. Mayor cantidad de goles a favor, anotados a todos los rivales dentro de la misma competencia.
3. Mejor puntuación particular que hayan conseguido en las confrontaciones particulares entre ellos mismos.
4. Mayor diferencia positiva particular de goles, la cual se obtiene sumando los goles de los equipos empatados y restándole los goles recibidos.
5. Mayor cantidad de goles a favor que hayan conseguido en las confrontaciones entre ellos mismos.
6. Como última alternativa, la UNIFFUT realizaría un sorteo para el desempate.

Para determinar los lugares que ocuparán los clubes que participen en la fase final del torneo se tomará como base la tabla de clasificación de cada competición.
Participan por el título de campeón los cuatro primeros clubes de la tabla general de clasificación al término de las 14 jornadas.

### Fase final
Los cuatro clubes calificados para esta fase del torneo serán reubicados de acuerdo con el lugar que ocupen en la tabla general al término de la jornada 14, con el puesto del número uno al club mejor clasificado, y así hasta el número cuatro. Los partidos a esta fase se desarrollarán a visita, en las siguientes etapas:
- Semifinales
- Final

Los clubes vencedores en los partidos de semifinal serán aquellos que en los dos juegos anoten el mayor número de goles. De existir empate en el número de goles anotados, se darán los lanzamientos desde el punto de penal para definir al vencedor.
Los partidos de semifinales se jugarán de la siguiente manera:
En la final participarán los dos clubes vencedores de las semifinales, donde el equipo que cierra la serie será aquel que haya conseguido la mejor posición en la tabla.

## Equipos participantes

### Equipos por provincia
Para la temporada 2021, la provincia con más equipos en la Primera División es San José con cinco.
| Saprissa Sporting Herediano Alajuelense Dimas Escazú Suva Sports Pococí Coronado |

| Provincia | N.º | Equipos                                                      |
| --------- | --- | ------------------------------------------------------------ |
| San José  | 5   | Coronado, Dimas Escazú, Saprissa, Sporting F.C y Suva Sports |
| Alajuela  | 1   | Alajuelense                                                  |
| Heredia   | 1   | Herediano                                                    |
| Limón     | 1   | Pococí                                                       |

### Información de los equipos
| Equipo       | Entrenador           | Ciudad                  | Estadio           | Capacidad | Kit         |
| ------------ | -------------------- | ----------------------- | ----------------- | --------- | ----------- |
| Alajuelense  | Wilmer López         | Alajuela                | Morera Soto       | 17 700    | Kelme       |
| Coronado     | Luis David Rodríguez | Coronado, San José      | El Labrador       | 2 500     | New Balance |
| Dimas Escazú | Geovanni Vargas      | Escazú, San José        | Nicolás Masís     | 3 000     | New Balance |
| Herediano    | Bernal Castillo      | Heredia                 | Nicolás Masís     | 3 000     | Umbro       |
| Pococí       | Yocelyn Aguilar      | Pococí, Limón           | Ebal Rodríguez    | 3 300     | New Balance |
| Saprissa     | Karol Robles         | Tibás, San José         | Ricardo Saprissa  | 20 558    | Kappa       |
| Sporting F.C | Randall Chacón       | Pavas, San José         | Ernesto Rohrmoser | 3 000     | New Balance |
| Suva         | Johnny Morales       | Pérez Zeledón, San José | Municipal         | 3 259     | New Balance |

## Estadios
|                                                                                      |                                                                                       |                                                                                                  |
|                                                                                      |                                                                                       |                                                                                                  |
| Estadio Ricardo Saprissa Ciudad: Tibás, San José Capacidad: 20 558 Club: Saprissa    | Estadio Morera Soto Ciudad: Alajuela Capacidad: 17 700 Club: Alajuelense              | Estadio Ebal Rodríguez Ciudad: Guápiles, Limón Capacidad: 3 300 Club: Pococí                     |
|                                                                                      |                                                                                       |                                                                                                  |
| Estadio Municipal Ciudad: Pérez Zeledón, San José Capacidad: 3 259 Club: Suva Sports | Estadio Ernesto Rohrmoser Ciudad: Pavas, San José Capacidad: 3 000 Club: Sporting F.C | Estadio Nicolás Masís Ciudad: Escazú, San José Capacidad: 3 000 Clubes: Dimas Escazú y Herediano |
|                                                                                      |                                                                                       |                                                                                                  |
| Estadio El Labrador Ciudad: Coronado, San José Capacidad: 2 500 Club: Coronado       |                                                                                       |                                                                                                  |

## Tabla general
| Pos. | Equipo             | Pts. | PJ | G  | E | P  | GF | GC | Dif. |  |
| ---- | ------------------ | ---- | -- | -- | - | -- | -- | -- | ---- |  |
| 1    | L. D. Alajuelense  | 66   | 27 | 21 | 3 | 3  | 81 | 19 | +62  |  |
| 2    | Deportivo Saprissa | 55   | 27 | 17 | 4 | 6  | 71 | 33 | +38  |  |
| 3    | Dimas Escazú       | 49   | 27 | 16 | 1 | 10 | 67 | 41 | +26  |  |
| 4    | C. S. Herediano    | 45   | 27 | 14 | 3 | 10 | 57 | 40 | +17  |  |
| 5    | Sporting F.C       | 36   | 27 | 11 | 3 | 13 | 39 | 50 | −11  |  |
| 6    | Suva Sports        | 29   | 27 | 9  | 2 | 16 | 30 | 71 | −41  |  |
| 7    | Municipal Pococí   | 21   | 27 | 6  | 3 | 18 | 32 | 58 | −26  |  |
| 8    | F. F. Coronado     | 12   | 27 | 3  | 3 | 21 | 21 | 86 | −65  |  |

 Fuente: Just Soccer CR
Criterios de clasificación: Puntos · Diferencia de goles · Goles a favor
|  | Último lugar. |

## Torneo de Apertura

### Fase de clasificación

#### Tabla de posiciones
| Pos. | Equipo             | Pts. | PJ | G | E | P  | GF | GC | Dif. |  |
| ---- | ------------------ | ---- | -- | - | - | -- | -- | -- | ---- |  |
| 1    | L. D. Alajuelense  | 29   | 14 | 9 | 2 | 3  | 33 | 11 | +22  |  |
| 2    | Deportivo Saprissa | 29   | 14 | 9 | 2 | 3  | 32 | 16 | +16  |  |
| 3    | C. S. Herediano    | 27   | 14 | 8 | 3 | 3  | 33 | 16 | +17  |  |
| 4    | Dimas Escazú       | 25   | 14 | 8 | 1 | 5  | 35 | 21 | +14  |  |
| 5    | Sporting F.C       | 19   | 14 | 6 | 1 | 7  | 18 | 24 | −6   |  |
| 6    | Suva Sports        | 16   | 14 | 5 | 1 | 8  | 17 | 33 | −16  |  |
| 7    | Municipal Pococí   | 8    | 14 | 2 | 2 | 10 | 17 | 38 | −21  |  |
| 8    | F. F. Coronado     | 8    | 14 | 2 | 2 | 10 | 12 | 38 | −26  |  |

 Fuente: Just Soccer CR
Criterios de clasificación: Puntos · Diferencia de goles · Goles a favor
|  | Clasifica a semifinales. |
|  | Último lugar.            |

### Fase final
|  | Semifinales 21 / 22 de mayo (ida) 25 / 26 de mayo (vuelta) | Semifinales 21 / 22 de mayo (ida) 25 / 26 de mayo (vuelta) | Semifinales 21 / 22 de mayo (ida) 25 / 26 de mayo (vuelta) | Semifinales 21 / 22 de mayo (ida) 25 / 26 de mayo (vuelta) | Semifinales 21 / 22 de mayo (ida) 25 / 26 de mayo (vuelta) |   |    | Final 31 de mayo (ida) 5 de junio (vuelta) | Final 31 de mayo (ida) 5 de junio (vuelta) | Final 31 de mayo (ida) 5 de junio (vuelta) | Final 31 de mayo (ida) 5 de junio (vuelta) | Final 31 de mayo (ida) 5 de junio (vuelta) |
|  |                                                            |                                                            |                                                            |                                                            |                                                            |   |    |                                            |                                            |                                            |                                            |                                            |
|  | 1                                                          | Alajuelense                                                | 2                                                          | 2                                                          | 4                                                          |   |    |                                            |                                            |                                            |                                            |                                            |
|  | 4                                                          | Dimas Escazú                                               | 3                                                          | 0                                                          | 3                                                          |   |    |                                            |                                            |                                            |                                            |                                            |
|  |                                                            |                                                            |                                                            |                                                            |                                                            |   | F1 | Alajuelense                                | 2                                          | 1                                          | 3                                          |                                            |
|  |                                                            | F2                                                         | Herediano                                                  | 2                                                          | 1                                                          | 3 |    |                                            |                                            |                                            |                                            |                                            |
|  | 2                                                          | Saprissa                                                   | 3                                                          | 0                                                          | 3                                                          |   |    |                                            |                                            |                                            |                                            |                                            |
|  | 3                                                          | Herediano                                                  | 2                                                          | 3                                                          | 5                                                          |   |    |                                            |                                            |                                            |                                            |                                            |

#### Alajuelense - Dimas
| 21 de mayo de 2021, 19:00 | Dimas Escazú                                                       | 3:2 (2:2) | L. D. Alajuelense                        | Estadio Nicolás Masís, Escazú, San José              |                                                      |
|                           | - Yaniela Arias 34' - Jennie Lakip 42' - Katherine Rodríguez 90+1' | Reporte   | - Fabiola Villalobos 24' - Marta Cox 29' | Asistencia: Sin espectadores Árbitro(s): Yerlin Mora | Asistencia: Sin espectadores Árbitro(s): Yerlin Mora |

| 25 de mayo de 2021, 19:00 | L. D. Alajuelense                        | 2:0 (1:0) (Global 4:3) | Dimas Escazú | Estadio Morera Soto, Alajuela                          |                                                        |
|                           | - Marta Cox 43' - Raquel Rodríguez 90+2' | Reporte                |              | Asistencia: Sin espectadores Árbitro(s): Milena Zamora | Asistencia: Sin espectadores Árbitro(s): Milena Zamora |

#### Saprissa - Herediano
| 22 de mayo de 2021, 19:00 | C. S. Herediano                                | 2:3 (2:1) | Deportivo Saprissa                                                | Estadio Nicolás Masís, Escazú, San José                |                                                        |
|                           | - Mariela Campos 13' - Gloriana Villalobos 25' | Reporte   | - Sofía Varela 23' - Carolina Venegas 53' - Valeria del Campo 83' | Asistencia: Sin espectadores Árbitro(s): Susan Montoya | Asistencia: Sin espectadores Árbitro(s): Susan Montoya |

| 26 de mayo de 2021, 19:00 | Deportivo Saprissa | 0:3 (0:1) (Global 3:5) | C. S. Herediano                               | Estadio Ricardo Saprissa, Tibás, San José                |                                                          |
|                           |                    | Reporte                | - Daniela Coto 24' - Cristin Granados 62' 63' | Asistencia: Sin espectadores Árbitro(s): Marianela Araya | Asistencia: Sin espectadores Árbitro(s): Marianela Araya |

#### Alajuelense - Herediano
| 31 de mayo de 2021, 19:00 | C. S. Herediano                             | 2:2 (1:0) | L. D. Alajuelense                  | Estadio Nicolás Masís, Escazú, San José                  |                                                          |
|                           | - Mariela Campos 45' - Cristin Granados 75' | Reporte   | - Kenia Rangel 70' - Marta Cox 82' | Asistencia: Sin espectadores Árbitro(s): Marianela Araya | Asistencia: Sin espectadores Árbitro(s): Marianela Araya |

| 5 de junio de 2021, 19:00 | L. D. Alajuelense  | 1:1 (1:0) (Global 3:3) | C. S. Herediano  | Estadio Morera Soto, Alajuela                          |                                                        |
|                           | - Sianyf Agüero 7' | Reporte                | - Paula Coto 58' | Asistencia: Sin espectadores Árbitro(s): Milena Zamora | Asistencia: Sin espectadores Árbitro(s): Milena Zamora |

### Plantilla del Campeón Nacional
- Paula Alfaro, Yalitza Sánchez, Fabiola Sánchez, Ivonne Rodríguez, Valery Sandoval, Lixy Rodríguez, Raquel Chacón, Yoxseline Rodríguez, Viviana Chinchilla, Samira Roper, Sianyf Agüero, Fernanda Barrantes, Sharon Corrales, Kembly Mitchell, Gabriela Guillén, Fabiola Villalobos, Mariela Campos, Marta Cox, Katherine Arroyo, Marilenis Oporta, Saray Benavides, Alexandra Pinell, María Paula Salas, Kenia Rangel, Raquel Rodríguez.
- Cuerpo Técnico: Wilmer López, Gabriela Aguilar, Juan Carlos Barrantes, José Alexis Rojas, Natalia González.

|                        |
| Campeón Alajuelense FF |
| 2.do título            |

## Torneo de Clausura

### Fase de clasificación

#### Tabla de posiciones
| Pos. | Equipo             | Pts. | PJ | G  | E | P  | GF | GC | Dif. |  |
| ---- | ------------------ | ---- | -- | -- | - | -- | -- | -- | ---- |  |
| 1    | L. D. Alajuelense  | 40   | 14 | 13 | 1 | 0  | 50 | 9  | +41  |  |
| 2    | Deportivo Saprissa | 29   | 14 | 9  | 2 | 3  | 47 | 18 | +29  |  |
| 3    | Dimas Escazú       | 25   | 14 | 8  | 1 | 5  | 35 | 23 | +12  |  |
| 4    | C. S. Herediano    | 21   | 14 | 7  | 0 | 7  | 27 | 25 | +2   |  |
| 5    | Sporting F.C       | 17   | 14 | 5  | 2 | 7  | 22 | 28 | −6   |  |
| 6    | Municipal Pococí   | 14   | 14 | 4  | 2 | 8  | 18 | 23 | −5   |  |
| 7    | Suva Sports        | 13   | 14 | 4  | 1 | 9  | 14 | 41 | −27  |  |
| 8    | F. F. Coronado     | 4    | 14 | 1  | 1 | 12 | 10 | 56 | −46  |  |

 Fuente: Just Soccer CR
Criterios de clasificación: Puntos · Diferencia de goles · Goles a favor
|  | Clasifica a semifinales. |
|  | Último lugar.            |

### Fase final
|  | Semifinales Por definir (ida) Por definir (vuelta) | Semifinales Por definir (ida) Por definir (vuelta) | Semifinales Por definir (ida) Por definir (vuelta) | Semifinales Por definir (ida) Por definir (vuelta) | Semifinales Por definir (ida) Por definir (vuelta) |   |    | Final             | Final | Final | Final | Final |
|  |                                                    |                                                    |                                                    |                                                    |                                                    |   |    |                   |       |       |       |       |
|  | 1                                                  | L. D. Alajuelense                                  | 2                                                  | 1                                                  | 3                                                  |   |    |                   |       |       |       |       |
|  | 4                                                  | C. S. Herediano                                    | 2                                                  | 0                                                  | 2                                                  |   |    |                   |       |       |       |       |
|  |                                                    |                                                    |                                                    |                                                    |                                                    |   | F1 | L. D. Alajuelense | 2     | 3     | 5     |       |
|  |                                                    | F2                                                 | Saprissa F. F.                                     | 1                                                  | 1                                                  | 2 |    |                   |       |       |       |       |
|  | 2                                                  | Saprissa F. F.                                     | 2                                                  | 5                                                  | 7                                                  |   |    |                   |       |       |       |       |
|  | 3                                                  | Dimas                                              | 0                                                  | 0                                                  | 0                                                  |   |    |                   |       |       |       |       |

#### L. D. Alajuelense- C. S. Herediano
| Por definir, --:-- | C. S. Herediano | 2-2     | L. D. Alajuelense | Estadio, Ciudad                          |                                          |
|                    |                 | Reporte |                   | Asistencia: Sin espectadores Árbitro(s): | Asistencia: Sin espectadores Árbitro(s): |

| Por definir, --:-- | L. D. Alajuelense | 1-0     | C. S. Herediano | Morera Soto, Alajuela                    |                                          |
|                    |                   | Reporte |                 | Asistencia: Sin espectadores Árbitro(s): | Asistencia: Sin espectadores Árbitro(s): |

#### Deportivo Saprissa - Dimas Escazú
| Por definir, --:-- | Dimas Escazú | 0-2     | Saprissa F. F. | Estadio, Ciudad                          |                                          |
|                    |              | Reporte |                | Asistencia: Sin espectadores Árbitro(s): | Asistencia: Sin espectadores Árbitro(s): |

| Por definir, --:-- | Saprissa F. F. | 5-0     | Dimas Escazú | Estadio, Ciudad                          |                                          |
|                    |                | Reporte |              | Asistencia: Sin espectadores Árbitro(s): | Asistencia: Sin espectadores Árbitro(s): |

#### L. D. Alajuelense - Deportivo Saprissa
| 5 de noviembre de 2021, 19:00 | Deportivo Saprissa       | 1-2     | L. D. Alajuelense                           | Estadio Ricardo Saprissa, Tibás, San José                |                                                          |
|                               | - Katherine Alvarado 37' | Reporte | - Kenia Rangel 56' - Jeimy Umaña 77' (a.g.) | Asistencia: Sin espectadores Árbitro(s): Marianela Araya | Asistencia: Sin espectadores Árbitro(s): Marianela Araya |

| 13 de noviembre de 2021, 19:00 | L. D. Alajuelense               | 3-1     | Deportivo Saprissa              | Estadio Morera Soto, Alajuela                             |                                                           |
|                                | - Maria Paula Salas 36' 52' 70' | Reporte | - Katherine Alvarado 61' (pen.) | Asistencia: Sin espectadores Árbitro(s): Kimberly Sánchez | Asistencia: Sin espectadores Árbitro(s): Kimberly Sánchez |

### Plantilla del Campeón Nacional
- Paula Alfaro, Yalitza Sánchez, Noelia Bermúdez, Fabiola Sánchez, Valery Sandoval, Lixy Rodríguez, Natalia Mills, Jennie Lakip, María Paula Arce, Viviana Chinchilla, Samira Roper, Sianyf Agüero, Fernanda Barrantes, Gabriela Guillén, Fabiola Villalobos, Mariela Campos, Marilenis Oporta, Alexandra Pinell, María Paula Salas, Kenia Rangel, Raquel Rodríguez.

- Cuerpo Técnico: Wilmer López, Gabriela Aguilar, Juan Carlos Barrantes, José Alexis Rojas, Natalia González.

|                        |
| Campeón Alajuelense FF |
| 3.er título            |

## Estadísticas

### Máximas goleadoras
Lista con las máximas goleadoras de la competencia.
Datos actualizados a 5 de junio de 2021, según UNIFFUT y Just Soccer CR.

#### Apertura 2021
| Posición | Jugadora           | Club         | Goles |
| -------- | ------------------ | ------------ | ----- |
| 1º       | Jennie Lakip       | Dimas Escazú | 14    |
| 2º       | Katherine Alvarado | Saprissa     | 11    |
| 3º       | Carolina Venegas   | Saprissa     | 9     |
| 3º       | Marta Cox          | Alajuelense  | 9     |
| 4º       | Betina Soriano     | Sporting F.C | 8     |
| 4º       | Paula Salas        | Alajuelense  | 8     |

#### General
A partir del 2021, a pesar de que se definen dos campeones nacionales por año, se mantiene solo una goleadora por año.
| Posición | Jugadora           | Club         | Goles |
| -------- | ------------------ | ------------ | ----- |
| 1º       | Carolina Venegas   | Saprissa     | 23    |
| 2º       | Jennie Lakip       | Alajuelense  | 22    |
| 3º       | Yerling Rojas      | Sporting F.C | 16    |
|          | Katherine Alvarado | Saprissa     | 16    |
| 4º       | Paula Salas        | Alajuelense  | 15    |
|          | Cristel Sandí      | Dimas Escazú | 15    |
| 5º       | Fernanda Barrantes | Alajuelense  | 14    |